# Parafia św. Jadwigi Śląskiej w Byczynie
Parafia Świętej Jadwigi Śląskiej w Byczynie – parafia rzymskokatolicka, znajdująca się w diecezji włocławskiej, w dekanacie radziejowskim. 
Do parafii Byczyna należą wsie: Bodzanowo, Bodzanowo Drugie, Byczyna-Kolonia, Pilichowo, Szczeblotowo, Ułomie, Nagórki, Kwilno, Kłonówek, Kłonowo, Piołunowo, Tarnówka.